# Adalberto Benítez
Adalberto Jorge Benítez Togores (Santa Cruz de Tenerife, España, 23 de abril de 1893 - Santa Cruz de Tenerife, España, 24 de junio de 1975) fue un fotógrafo español. Polifacético y excelente observador del paisaje insular, cronista de la historia e investigador de nuevas formas y técnicas de la fotografía en los años veinte. Introdujo fórmulas y conceptos modernos en sus retratos de estudio y aplicó en sus obras propuestas de nuevas tendencias estéticas de la época como la Nueva Visión y la Nueva Objetividad.

## Biografía
Hijo de Isabel Tugores Galván y de Anselmo J. Benítez,librero, impresor, fotógrafo y propietario de una empresa litográfica. Antes que fotógrafo quiso ser pintor. Recibió clases del artista Teodomiro Robayna, profesor desde 1898 de la Escuela Municipal de Dibujo de Santa Cruz de Tenerife y cofundador y director del Museo Municipal de Bellas Artes (1900). 
En julio de 1917 colaboró con sus dibujos y apuntes en una exposición celebrada en el Ateneo de Santa Cruz de Tenerife, auspiciada por la revista de literatura y arte Castalia, dirigida por el poeta Luis Rodríguez Figueroa.
A principios de 1919, comenzó a dar forma a su proyecto de abandonar la isla para completar su formación. Primero pensó en París, sin embargo en el último momento cambió de opinión y emigró a Cuba, país donde inició su fructífera relación con la fotografía, además de como creyonista (retocador de instantáneas e iluminando imágenes al pastel y al óleo). Durante esta época hizo muchos retratos y autorretratos, faceta en la que demostró su capacidad interpretativa de la psicología de los personajes que inmortalizó con su cámara.
En julio de 1921 regresó a Tenerife y abrió una librería en la que vente artículos de papelería, de música y de cine. Desde 1922 compaginó su actividad de librero con la de fotógrafo: comienza a anunciar artículos relacionados con la fotografía (venta de papeles, fondos, tarjetas postales, cámaras, álbumes, marcos) y encargos de ampliaciones fotográficas, revelados de películas y "tirada de pruebas".

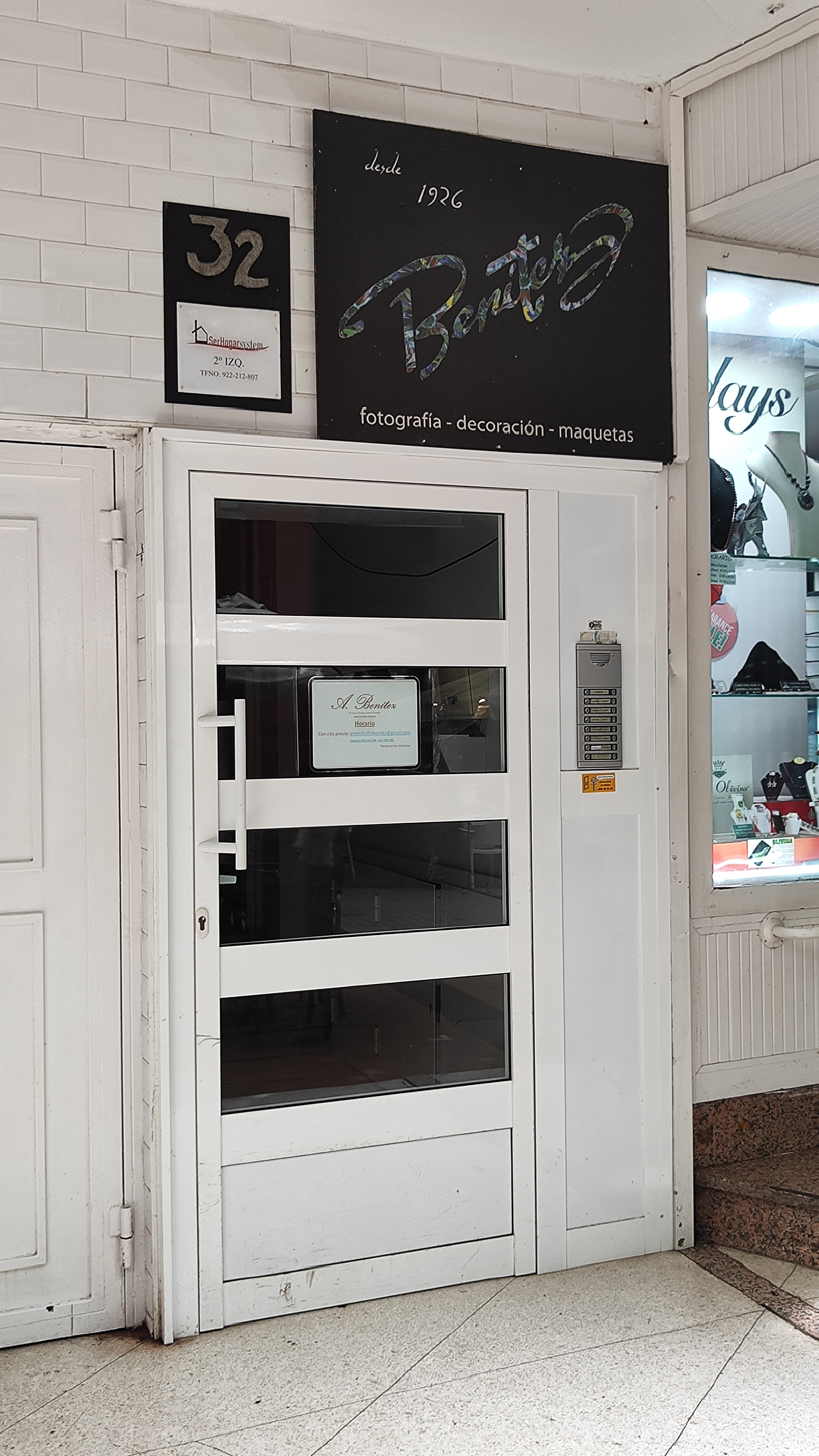
Estudio fotográfico Benítez

En 1926 la librería se convirtió en el Arte Estudio Fotográfico de Adalberto Benítez, (calle San José, 32 de Santa Cruz de Tenerife) con el que su familia continúa actualmente. Al principio vendió materiales relacionados con la fotografía y el revelado, hasta que se animó a presentar sus propios trabajos, sobre todo retratos, especialidad a la que incorporó nuevas fórmulas compositivas y soluciones técnicas poco comunes.
En 1924 empezó a colaborar como redactor gráfico de "La Prensa", además de exponer regularmente sus trabajos fotográficos en el local de su librería-estudio. Según el profesor titular de Historia del Arte Contemporáneo en la Universidad de La Laguna Carmelo Vega, Benítez "asumió en Canarias el papel de nuevo redactor gráfico, aquel que no sólo informa de los acontecimientos ilustrándolos, sino que, en ocasiones, convierte la fotografía en comentario paralelo de la noticia". Fue colaborador en los rotativos "Hoy, Diario republicano de Tenerife", "La Tarde" y "El Día", y en la revista gráfica "Hespérides" (Santa Cruz de Tenerife, 1926-1929), en la que, como redactor gráfico contribuyó a difundir los paisajes de las Islas: una como mera reproducción del motivo para tarjetas postales y otra basada en la invención de paisajes de identificación de lo canario.
En 1936 se afilia a la Falange Española. Con motivo de la Guerra Civil, inicia la edición de tarjetas postales de felicitación para los combatientes, a partir de dibujos y composiciones propias.
En la década de los cincuenta comienza su actividad pública como consejero del Cabildo Insular de Tenerife y como concejal del Ayuntamiento de Santa Cruz de Tenerife, con un papel destacado como responsable del Servicio de Parques y Jardines Municipales.
En 1968 abandona la fotografía tras ser operado de cataratas.

## Obra
Benítez destacó por la variedad de temas y enfoques estéticos que imprimió a su dilatada producción. Retratos, autorretratos, paisajes, fotoperiodismo y fotografía artística, además de fotomontajes, fueron algunas de las facetas creativas.  
Sus imágenes, desde un punto de vista iconográfico, fueron "una sólida aportación a ciertos motivos presentes en la pintura y en la fotografía canaria desde el siglo XIX: el mar, el bosque, la montaña y el Teide", según Carmelo Vega. Otras de sus especialidades fueron los fotomontajes que elaboró desde 1926. Estas "composiciones fotográficas", como él las denominaba, eran producto de la manipulación de varias imágenes. También supo utilizar en su trabajo otros recursos como contrapicados, fragmentación, acercamientos al detalle, entre otras técnicas, que lo convirtieron en uno de los profesionales más innovadores del arte de la fotografía en Canarias.
- 1928. Publica "Estudio de Cabeza" en la revista Foto (Barcelona).[3]
- 1929. Ilustraciones para el artículo de Alonso Fernández "Cantos y bailes populares. Las folias canarias", publicado en Estampa (Madrid).
- 1929. Exposición fotográfica en el Círculo de Bellas Artes de Santa Cruz de Tenerife con un catálogo de 156 obras (retratos, paisajes, marinas y rincones).
- 1929. Participó en la Exposición Iberoamericana de Sevilla en la que muestra una "colección de vistas del país" junto a otros fotógrafos de Tenerife (Enrique Martín, Ernesto Baena, Otto Auer) y de La Palma (Eduardo Ortíz).[3]
- 1930. Colabora como fotógrafo en varios libros: Canarias[7]; Santa Cruz de Tenerife. Guía del forastero[8]; Tenerife. Artístico e industrial.[9]
- En 1934 filma un reportaje sobre bailes y escenas típicas de Canarias.
- En 1935 inaugura un nuevo estudio fotográfico y filma un nuevo reportaje cinematográfico, Recibimiento de Santa Cruz a Miss Europa.
- En 1936 toma la fotografía del Encuentro de Las Raíces, el 17 de junio de 1936, un mes antes del golpe de Estado.
- 1943. Colabora junto a otros fotógrafos en el libro Apología turística de España.[10]
- Entre 1950 y principios de los sesenta participa activamente ne distintas agrupaciones fotográficas y presenta sus imágenes en los salones y los concursos de fotografía anuales.
- En los años 90 se digitalizaron más de 40.000 fotografías del autor para conservar su obra.[11]

## Reconocimientos
- Su trabajo fue reconocido en certámenes y exposiciones de ámbito nacional.[1]
- Una calle de Santa Cruz de Tenerife lleva su nombre.[12]